# Port lotniczy Arcata-Eureka
Port lotniczy Arcata-Eureka (IATA: ACV, ICAO: KACV) – port lotniczy położony 24 km na północ od Eureki, w McKinleyville w stanie Kalifornia, w Stanach Zjednoczonych.